# اپل لیسا

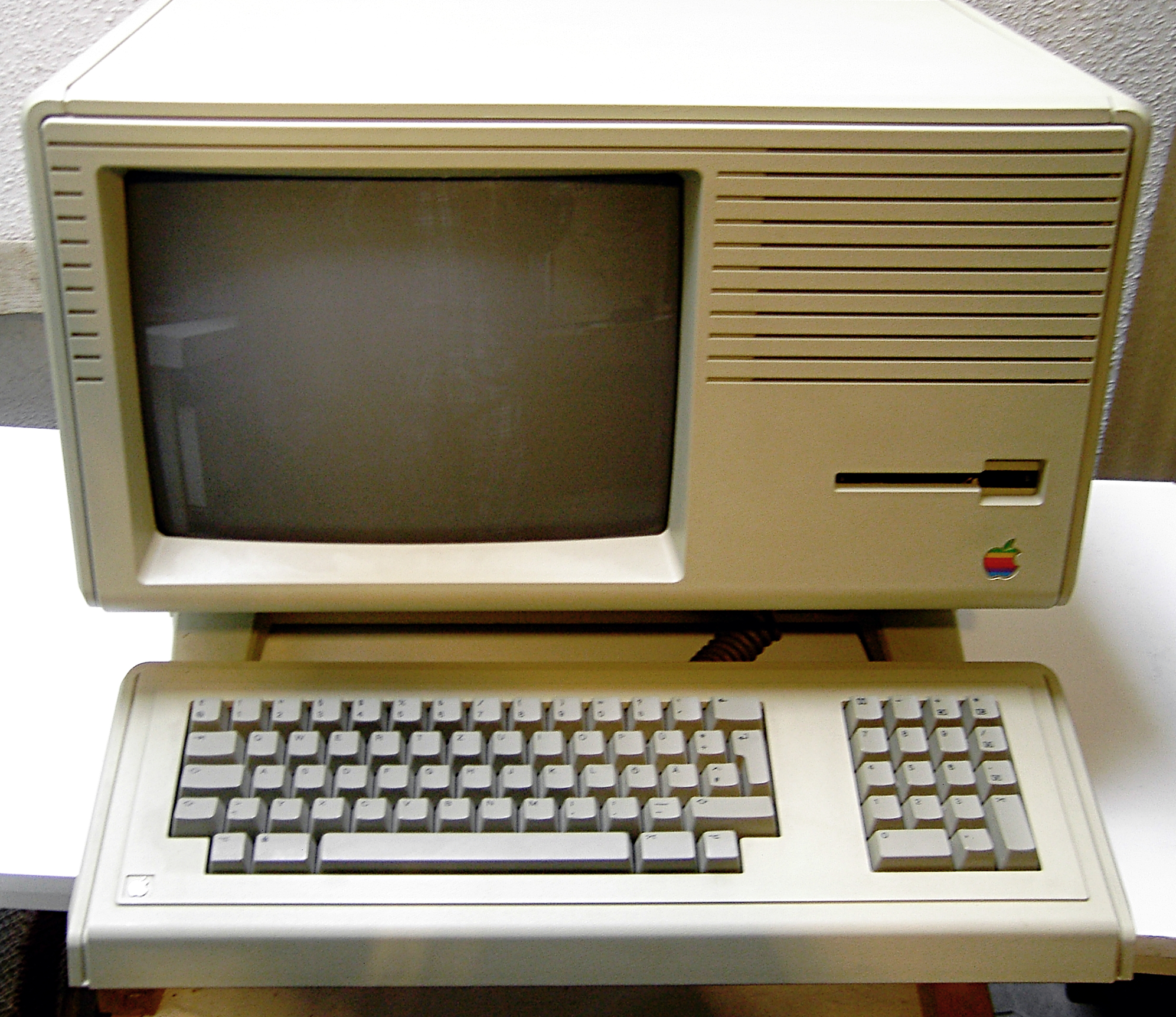
مکینتاش XL

اپل لیسا (به انگلیسی: Apple Lisa) (به عنوان لیسا نیز شناخته می‌شود) یک رایانه شخصی است که توسط شرکت اپل در سال ۱۹۸۰ طراحی شد و در سال ۱۹۸۳ با قیمت ۹۹۹۵ دلار ارائه شد. لیزا دارای پردازنده موتورولا ۶۸۰۰۰ و سیستم‌عامل لیسا او اس بود.
توسعه لیسا از سال ۱۹۸۷ به عنوان یک رایانه شخصی قدرتمند به همراه واسط گرافیکی کاربر با هدف مشتریان تجاری آغاز شد.
در سال ۱۹۸۲ استیو جابز از پروژه کنار گذاشته‌شد و به پروژه مکینتاش پیوست. مکینتاش به صورت مستقیم از نسل لیسا نیست اگرچه شباهت‌های آشکاری بین سیستم‌ها و نسخه نهایی‌شان وجود دارد. لیزا ۲/۱۰ اصلاح شد و تحت عنوان مکینتاش XL فروخته‌شد. تولید لیسا تا سال ۱۹۸۶ ادامه داشت.